# Ebrahim Javadi
Ebrahim Javadi (Qazvin, Irán, 28 de julio de 1943) es un deportista iraní retirado especialista en lucha libre olímpica donde llegó a ser medallista de bronce olímpico en Múnich 1972.

## Carrera deportiva
En los Juegos Olímpicos de 1972 celebrados en Múnich ganó la medalla de bronce en lucha libre olímpica de pesos de hasta 48 kg, tras el luchador soviético Roman Dmitriyev (oro) y el búlgaro Ognyan Nikolov (plata).